# 傅習
傅習（1462年—1528年），字本學，羽林右衛籍江西進賢縣人，明朝政治人物。

## 生平
弘治二年（1489年）順天府鄉試第三十九名舉人。弘治九年（1496年）中式丙辰科會試第九十九名，三甲第二名進士。授大理寺評事，升寺副、寺正，奉命虑囚于河南，再莅湖广。正德二年（1507年）十一月查处湖广京山县民潘书伦谋夺并杀其姑夫李志亮之产一案，产生怀疑，副使毛宪弹劾傅习妄行奏谳，被劉瑾下令逮赴镇抚司杖讯，贬为浙江布政司副理問，五年（1510年）正月升山西佥事，七年闰五月升陕西副使，九年正月考察降职。復歷升廣西副使，十三年（1518年）五月升貴州右參政。屢建軍功，嘉靖元年（1522年）九月升按察使，二年十二月升廣西右布政使，四年九月升雲南左布政，五年十二月升都察院右副都御史、巡撫雲南，六年九月被論調用。十一月改任南京大理寺卿，剿平云南土舍安铨作乱。七年五月卒，享年六十七。

## 家族
曾祖傅原益，广西太平府知府；祖父傅德威；父傅明昌，恩例冠帶。前母萬氏；母陳氏。具庆下。兄傅隆（前錦衣衛百户）、傅霂、傅儒（监生）。